# Academy of Motion Picture Arts and Sciences
Academy of Motion Picture Arts and Sciences (AMPAS) er en amerikansk forening stiftet i 11. maj 1927 med det formål at fremme filmkunst og -videnskab. Som medlemmer optages personer som har gjort sig bemærket som aktive indenfor filmindustrien.
Akademiet har over 9000 medlemmer. De fleste af disse er baseret i USA, men det findes medlemmer fra 36 lande.
Akademiet er mest kendt for at uddele Oscar-prisen. Akademiet uddeler også en studentoscar til studenter som laver film som en del af sin uddannelse. Det uddeles op til fem Nicholl Fellowships in Screenwriting årligt. Akademiet driver også Margaret Herrick-biblioteket i Beverly Hills i California og Pickford Center for Motion Picture Study i Hollywood i California.
Nuværende leder af akademiet er Cheryl Boone Isaacs.

## De 36 grundlæggere af akademiet
Skuespiller
- Richard Barthelmess
- Jack Holt
- Conrad Nagel
- Milton Sills
- Douglas Fairbanks
- Harold Lloyd

Instruktør
- Cecil B. DeMille
- Frank Lloyd
- Henry King
- Fred Niblo
- John M. Stahl
- Raoul Walsh

Forfatter
- Joseph Farnham
- Benjamin F. Glazer
- Jeanie MacPherson
- Bess Meredyth
- Carey Wilson
- Frank Woods

Teknikker
- J, Arthur Ball
- Cedric Gibbons
- Roy J. Pomeroy

Advokater
- Edwin Loeb
- George W. Cohen

Producenter
- Fred Beetson
- Charles H. Christie
- Sid Grauman
- Milton E. Hoffman
- Jesse L. Lasky
- M. C. Levee
- Louis B. Mayer
- Joseph M. Schenck
- Irving Thalberg
- Harry Warner
- Jack Warner
- Mary Pickford
- Harry Rapf

## Akademiets ledere
Akademiet ledere vælges for et år ad gangen og kan ikke vælges til mere end fire på hinanden følgende perioder.
- Douglas Fairbanks 1927-1929
- William C. DeMille 1929-1931
- M. C. Levee 1931-1932
- Conrad Nagel 1932-1933
- J. Theodore Reed 1933-1934
- Frank Lloyd 1934-1935
- Frank Capra 1935-1939
- Walter Wanger 1939-1941, 1941-1945
- Bette Davis 1941 (fratrådte efter to måneder)
- Jean Hersholt 1945-1949
- Charles Brackett 1949-1955
- George Seaton 1955-1958
- George Stevens 1958-1959
- B. B. Kahane 1959-1960 (døde)
- Valentine Davies 1960-1961 (døde)
- Wendell Corey 1961-1963
- Arthur Freed 1963-1967
- Gregory Peck 1967-1970
- Daniel Taradash 1970-1973
- Walter Mirisch 1973-1977
- Howard W. Koch 1977-1979
- Fay Kanin 1979-1983
- Gene Allen 1983-1985
- Robert Wise 1985-1988
- Richard Kahn 1988-1989
- Karl Malden 1989-1992
- Robert Rehme 1992-1993, 1997-2001
- Arthur Hiller 1993-1997
- Frank R. Pierson 2001-2005
- Sid Ganis 2005-2009
- Tom Sherak 2009-2012
- Hawk Koch 2012-2013
- Cheryl Boone Isaacs 2013-nu

## Danske medlemmer
- Kim Magnusson
- Bille August
- Anders Thomas Jensen
- Martin Strange-Hansen
- Mie Andreasen
- Nicolai Arcel
- Lene Seested
- Peter Albrechtsen